# MIDNIGHT FLIGHT
『MIDNIGHT FLIGHT』（ミッドナイト・フライト）は、EARTHSHAKERの3枚目のオリジナル・アルバム。

## 概要
アメリカ合衆国・サンフランシスコのオートマット・スタジオで制作された。また、レコーディング・エンジニアとして、ケン・ケシーが参加した。
プロデュースは、今までと同様に音楽評論家の伊藤政則が手がけた。
2007年3月7日には、廉価盤として再発売した。
2010年10月6日には、メンバー立会いのもと、リマスタリングを行い、1985年のシングル『ありがとう君に』の収録曲をボーナス・トラックとして追加し、SHM-CD仕様で再発売した。
2017年11月8日には、Blu-spec CD仕様で再発売した。

## 収録曲
（全作詞：西田昌史、全作曲（特記以外）：石原慎一郎）
1. T-O-K-Y-O
2. MIDNIGHT FLIGHT
3. RADIO MAGIC
4. FAMILY
5. ざわめく時へと
  - 作曲：西田昌史
6. 失われた7224
  - 作曲：西田昌史
7. MONEY
8. ただ悲しく
  - 作曲：西田昌史
9. ありがとう君に (LONG VERSION)※2010年盤のみ
10. EARTHSHAKER (REMIX VERSION)※2010年盤のみ